# Сувон Самсунг Блювінгз
Футбольний клуб «Сувон Самсунг Блювінгс» або просто ФК «Сувон Самсунг Блювінгс» (кор. 수원 삼성 블루윙즈) — корейський футбольний клуб з міста Сувон, який виступає в К-лізі.

## Досягнення

### Національні
- К-Ліга
  -  Переможець (4): 1998, 1999, 2004, 2008
  -  Срібний призер (5): 1996, 2006, 2014, 2015

- Кубок Південної Кореї
  -  Володар (5): 2002, 2009, 2010, 2016, 2019
  -  Фіналіст (3): 1996, 2006, 2011

- Кубок Ліги
  -  Володар (6): 1999, 1999, 2000, 2001, 2005, 2008

- Суперкубок Південної Кореї
  -  Володар (3): 1999, 2000, 2005

### Континентальні
- Ліга чемпіонів АФК
  -  Переможець (2): 2001, 2002

- Кубок володарів кубків Азії
  -  Фіналіст (3): 1998

- Суперкубок Азії з футболу
  -  Переможець (2): 2001, 2002

- Кубок Чемпіонів А3
  -  Переможець (1): 2005

### Міжконтинентальні
- Міжтихоокеанський чемпіонат
  -  Переможець (1): 2009

## Відомі гравці
| - Ален Авдич - Надсон Родрігеш ді Соуза - Едуарду Гонсалвеш ді Олівейра - Лі Вейфен - Ан Йон Хак - Денис Лактіонов - Юрій Матвеєв - Габріел Попеску - Мато Неретляк - Ан Чжун Хван - Ем Кі Хун - Кан Мін Су - Олександр Гейнрих - Кім Нам Іль | - Ко Чжун Су - Лі Чжун Су - Лі Чхун Су - Лі Ун Дже - Пек Джи Хон - Сін Хон Ґі - Со Чжун Вон - Сон Чон Гук - Хван Сон Хон - Чхве Сун Ен - Чо Вон Хий - Чо Чже Чжин - Такахара Наохіро - Чонг Те Се |